# Hans-Jürgen Dörner
Hans-Jürgen Dörner (n. 25 ianuarie 1951, Görlitz, RDG – d. 19 ianuarie 2022, Dresda, Germania) a fost un fotbalist german, medaliat olimpic. A participat la o ediție a Jocurilor Olimpice (1976) în care a câștigat o medalie de aur.

## Participări
Lista de mai jos prezintă principalele competiții la care a participat Hans-Jürgen Dörner de-a lungul carierei.
- fotbal la Jocurile Olimpice de vară din 1976[*][2]